# Sikanderpur
Sikanderpur is een nagar panchayat (plaats) in het district Kannauj van de Indiase staat Uttar Pradesh. 

## Demografie
Volgens de Indiase volkstelling van 2001 wonen er 7.564 mensen in Sikanderpur, waarvan 52% mannelijk en 48% vrouwelijk is. De plaats heeft een alfabetiseringsgraad van 60%. 